# Vliegende buidelmuis
De vliegende buidelmuis of Australische vliegende buidelmuis (Acrobates pygmaeus) is een zweefvliegende opossum die wordt gerekend tot de familie der vliegende buidelmuizen (Acrobatidae). Het is 's werelds kleinste zoogdier dat in staat is glijvluchten uit te voeren en is ook een van de kleinste buideldieren met een lengte van maximaal 15 cm inclusief staart en een gewicht van 10-15 g. Het dier is dicht behaard, aan de rugzijde grijsbruin en aan de buikzijde roomwit, met zwarte, naar voren gerichte ogen en een kaal, roze neusje. De soort onderscheidt zich door zweefvliezen tussen voor- en achterpoten en door een opvallende strook van stug haar aan de zijkanten van de lange, afgeplatte staart. Deze 's nachts actieve soort leeft in groepen in de bomen in de hoge wouden aan het oostelijke vasteland van Australië. Hoewel ze waarschijnlijk algemeen zijn in veel geschikte leefgebieden, worden ze zelden gezien. De vliegende buidelmuis kan een soort mini-winterslaapjes van enkele dagen doormaken. Het dier is een omnivoor die leeft van invertebraten, nectar en pollen, plantensappen, vruchten en zaden, en waarschijnlijk is het een belangrijke bestuiver. In het wild worden de dieren maximaal ongeveer vijf jaar oud. De huidige beschermingsstatus is niet-bedreigd.

## Beschrijving
De vliegende buidelmuis is een gemakkelijk te herkennen, klein buideldier. Volwassen dieren zijn over het algemeen minder dan 15 cm lang, met inbegrip van de staart. Mannetjes wegen 10-15 g, vrouwtjes ongeveer 1 g minder. Net als zijn nauwe verwant uit Nieuw-Guinea is het dier kleiner dan de soorten van beide andere zweefvliegende buideldiergeslachten, de reuzenkoeskoes (Petauroides volans) en de suikereekhoorns (Petaurus). De vliegende buidelmuis is daarvan onmiddellijk te onderscheiden door zijn zweefvliezen en de afgeplatte staart met aan elke kant een zoom van lange stijve haren, waardoor de staart een veerachtig uiterlijk krijgt. Het dier heeft een zachte, zijdeachtige vacht die grijsbruin is aan de rugzijde en wit aan de buikkant. De kleuren lopen niet geleidelijk in elkaar over maar zijn scherp van elkaar afgegrensd aan de buitenrand van het zweefvlies. De staart is ovaal in dwarsdoorsnede, met een zeer korte asbruine vacht op het bovenoppervlak, terwijl het onderoppervlak bleker asbruin is. De vlieghuid is goed ontwikkeld en bestaat uit een dikke huidplooi met bindweefsel en spiervezels die zich uitstrekt vanaf de schouder en de ellebogen tot de heup en de knieën. Hoewel de vlieghuid smaller is vergeleken met de suikereekhoorns, maakt een zoom van lange, rechte, stijve haren langs de buitenrand het effectieve oppervlak groter en kan het dier ver weg zweven. De staart wordt gebruikt voor evenwicht en om te sturen wanneer het dier zweeft en is slechts in geringe mate in staat zich vast te grijpen. Het stijve lange haar aan weerszijden van de staart is ongeveer 8 mm lang en doet denken aan de baarden van een veer. De ogen zijn groot, naar voren gericht, donkerbruin en omringd met zwartig haar. De neusspiegel is naakt, vleeskleurig, fijnkorrelig en diep gespleten. De neusgaten zijn gericht naar de zijkanten. De oorschelpen hebben een gecompliceerde structuur aan de binnenkant, zijn vrij groot, afgeplat, ovaal en matig behaard aan de buitenkant. Als de oren naar voren gevouwen zouden worden, reiken ze tot het midden van de ogen. Er steken buitengewoon veel lange snorharen uit de snuit, de wangen en de basis van elk oor. De grote teen is afgeplat, heeft geen klauw, steekt onder een hoek uit de voet en is opponeerbaar, twee keer zo breed als de andere tenen, en heeft een groot eeltkussen met goed ontwikkelde richels op de huid. De tweede en derde teen zijn kort, hebben klauwen en zijn aan hun basis verbonden. De vierde en vijfde teen hebben klauwen en zijn vergelijkbaar in vorm. Op de hand hebben alle vingers vergelijkbare klauwen en prominente eeltkussens van ongeveer 1 mm breed en 1 mm dik. De langste vinger is de ringvinger, gevolgd door de middelvinger en pink, terwijl de wijsvinger en de duim allebei even kort zijn. De handpalm en voetzool zijn bekleed met eeltkussentjes, die bij belasting aanzienlijk platter worden. Vrouwtjes hebben een goed ontwikkelde buidel die naar voren opent, zoals bij de meeste buideldieren. De vliegende buidelmuis heeft 7 paar homologe chromosomen (2n=14).

### Anatomie
Het gewicht van de hersenen is ongeveer 0,36 g. De gehoorgang heeft een kleine benige schijf voor het trommelvlies, waardoor er slechts een smalle sikkelvormige ruimte overblijft voor geluidsdrukgolven om naar het trommelvlies te gaan. Deze structuur doet sterk denken aan een Helmholtzresonator en kan bijdragen aan selectieve gevoeligheid voor zeer hoge of zeer lage frequenties. Berekeningen geven een resonantiefrequentie van 57 kHz en piekdemping bij 78 kHz aan. De betekenis van deze unieke specialisatie is echter nog onbekend. De schedel is ongeveer 20 mm lang en 13 mm breed. De tandformule van de volwassen vliegende buidelmuis is 3.1.3.42.0.3.4 × 2 = 40, dat wil zeggen drie snijtanden, een hoektand, drie valse kiezen en vier ware kiezen in elke helft van de bovenkaak, en twee snijtanden, geen hoektand, drie valse kiezen en vier ware kiezen in elke helft van de onderkaak. De tong is langwerpig, 9–11 mm lang en 2,3-2,4 mm breed, met een korte puntige top. Onder een rasterelektronenmicroscoop lijkt de tong op een borstel en heeft hij een uniek patroon van papillen die zijn aangepast aan de efficiënte inname van half vloeibaar voedsel zoals nectar en het verzamelen van stuifmeel. De vliegende buidelmuis kan zich vastklampen aan en lopen op gladde verticale vlakken zoals glas. Capillaire hechting wordt bereikt met behulp van de gespecialiseerde epidermale ribbels op de hand en voet. Vocht uit zweetklieren zorgt voor oppervlaktespanning zodat de voetzolen als mini-zuignapjes fungeren. In het wild helpt capillaire hechting bij beweging op grote gladde bladeren of op de relatief gladde stammen van eucalyptusbomen Net als bij de meeste andere buideldieren ontbreekt de knieschijf.
In vergelijking met de buidelslaapmuizen (geslacht Cercartetus) groeit de vliegende buidelmuis langzamer en worden er minder jongen geboren. Er zijn twee vagina's die gescheiden zijn door een tussenschot en samenkomen in een enkele ruimte die uitkomt in de endeldarm en die samen een duidelijke cloaca vormen. De omvang van de testikels neemt flink toe tijdens het paarseizoen tot 1,5-1,8% van het totale lichaamsgewicht. Het gemiddelde gewicht van de testikels is 0,18 mg. De balzak is goed behaard en hangt niet, de prostaat is hartvormig en er zijn twee Cowperse klieren.

### Ontwikkeling
Er zijn meestal meerdere nesten per jaar. Een tweede bevruchting kan plaatsvinden kort na de geboorte van het eerste nest. De embryo's uit het tweede nest groeien slechts zeer langzaam als blastula. Deze embryo's gaan weer op normale snelheid groeien als de melkgift aan het eerste nest wordt verminderd. De jongen blijven 65 dagen in de buidel en ze worden op een leeftijd van ongeveer 105 dagen gestopt met de melkgift. Als ze eenmaal een goede vacht hebben, zitten de jongen op de rug van de moede. De ogen gaan open op een leeftijd van ongeveer zes weken. Op een leeftijd van ongeveer acht weken zijn de zijdelingse staartharen minder dan 1 mm lang maar duidelijk zichtbaar, en groeien tot zo'n 4 mm met ongeveer veertien weken. Op een leeftijd van ongeveer vijf maanden hebben de vliegende buidelmuizen bijna hun volledige volwassen grootte en kleuring.

### Fossielen
Fossielen die toegeschreven worden aan Acrobates pygmaeus zijn bekend van ten minste twintig locaties met een ouderdom tussen het laat-Pleistoceen en het Holoceen in het zuidoosten van Australië. De oudste gedateerde locatie waar de soort is aangetroffen (Cathedral Cave in Zuid-Australië) is krap 300.000 jaar oud.

### Verschillen met gelijkende soorten
Recent onderzoek suggereert dat er twee verwante soorten moeten worden onderscheiden die tot voor kort beide tot de vliegende buidelmuis werden gerekend. De tweede soort komt voor in het noordoostelijke deel van het verspreidingsgebied en heeft de wetenschappelijke naam Acrobates frontalis. Deze soort kan onderscheiden door hartvormige eeltkussentjes op de toppen van alle vingers en de vierde en vijfde teen die hartvormig en breder dan lang zijn, en voorzien zijn brede groeven aan de top, een enkele verhoogd en gegroefd eeltkussen aan de basis van grote teen, de vacht die aan de onderkant 2–4 mm voor het eind van de staart ophoudt aodat de kale huid naakt beter in staat is te grijpen. De zomen van stijve haren aan de zijkanten van de staart zijn meestal helemaal donker of ze hebben een korte crèmekleurige punt en hebben daarom geen opvallende bleke rand. De vacht van de keel tot de liezen is crème of gebroken wit tot aan de haarbasis.

## Taxonomie

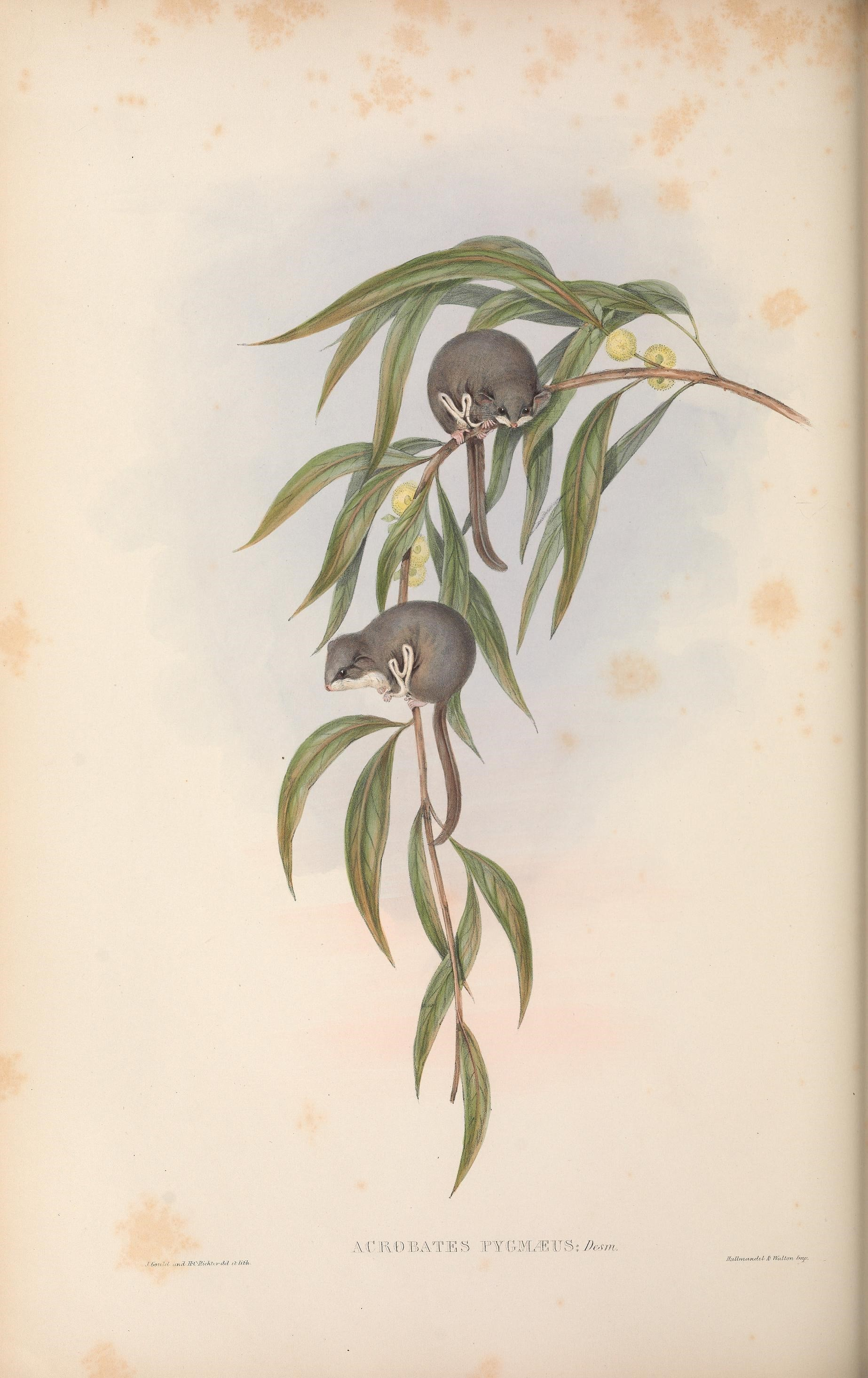
Illustratie van de hand van John Gould uit het boek The mammals of Australia uit 1863

Carl Linnaeus heeft in 1758 de zuidelijke opossum uit Amerika beschreven en de wetenschappelijke naam Didelphis marsupialis gegeven. De vliegende buidelmuis werd voor het eerst wetenschappelijk beschreven door George Shaw in 1794, die het dier plaatste in het zelfde geslacht als zuidelijke opossum, en noemde de soort Didelphis pygmaea. Johann Matthäus Bechstein was van menig dat de vliegende buidelmuis niet in hetzelfde geslacht moest worden geplaatst als de zuidelijke opossum en maakte daarom in het jaar 1800 de nieuwe combinatie Voluccella pygmaea. Kennelijk was deze er zich niet van bewust dat deze naam al in gebruik was voor een zweefvliegengeslacht dat in 1762 door Étienne Louis Geoffroy was benoemd en daardoor is de naam niet beschikbaar. In 1803 Étienne Geoffroy Saint-Hilaire hernoemde de soort tot Phalangista pygmaea, in een geslacht waarin ook verschillende soorten koeskoezen waren geplaatst, maar inmiddels is deze geslachtsnaam geheel in onbruik. Ook Anselme Gaëtan Desmarest plaatste de soort in een eigen geslacht in 1817, en zo ontstond de huidige wetenschappelijke naam Acrobates pygmaeus. In 1821 verplaatste Desmarest de soort naar een geslacht van vliegende reuzeneekhoorns (geen buideldieren) en maakte de nieuwe combinatie Petaurista pygmea. Ook maakte hij toen een fout bij het citeren van het type (de verwijzing naar de oorspronkelijke naam) en creëerde zo Acrobata pygmaea. Constantin Wilhelm Lambert Gloger maakte de combinatie Cercoptenus pygmaeus in 1841, maar deze nieuwe geslachtsnaam is een later synoniem, en heeft daarom geen voorrang. In 1892 onderscheidde Lionel Walter Rothschild een exemplaar dat afkomstig zou zijn van een van de kleine eilandjes in noordelijk Nederlands Nieuw-Guinea en noemde die Acrobates pulchellus. Er wordt getwijfeld of die vindplaats correct is vastgelegd.

### Verwantschap
Onderzoek naar de verwantschap op basis van vergelijking van homoloog DNA heeft meer inzicht in de verwantschap van de vliegende buidelmuis gegeven. De vliegende buidelmuis is het meest verwant aan de Acrobates frontalis, een kort geleden onderscheiden verwant. Samen met de vederstaartbuidelmuis (Distoechurus pennatus) vormen ze de familie Acrobatidae. Het huidige inzicht in de verwantschappen van de vliegende buidelmuis wordt in de onderstaande boom weergegeven.
|  | vliegende buidelmuis (Acrobates pygmaeus en A. frontalis) |
|  |                                                           |
|  | vederstaartbuidelmuis (Distoechurus pennatus)             |
|  |                                                           |

|  | \| \| buideleekhoorn (Gymnobelideus leadbeateri) \| \| \| \| \| \| gestreepte buideleekhoorns (geslacht Dactylopsila) \| \| \| \| |
|  | |
|  | suikereekhoorns (geslacht Petaurus)                                                                                               |
|  | |
|  | buideleekhoorn (Gymnobelideus leadbeateri)                                                                                        |
|  | |
|  | gestreepte buideleekhoorns (geslacht Dactylopsila)                                                                                |
|  | |

|  | buideleekhoorn (Gymnobelideus leadbeateri)         |
|  |                                                    |
|  | gestreepte buideleekhoorns (geslacht Dactylopsila) |
|  |                                                    |

|  | \| \| buideleekhoorn (Gymnobelideus leadbeateri) \| \| \| \| \| \| gestreepte buideleekhoorns (geslacht Dactylopsila) \| \| \| \| |
|  | |
|  | suikereekhoorns (geslacht Petaurus)                                                                                               |
|  | |
|  | buideleekhoorn (Gymnobelideus leadbeateri)                                                                                        |
|  | |
|  | gestreepte buideleekhoorns (geslacht Dactylopsila)                                                                                |
|  | |

|  | buideleekhoorn (Gymnobelideus leadbeateri)         |
|  |                                                    |
|  | gestreepte buideleekhoorns (geslacht Dactylopsila) |
|  |                                                    |

|  | \| \| buideleekhoorn (Gymnobelideus leadbeateri) \| \| \| \| \| \| gestreepte buideleekhoorns (geslacht Dactylopsila) \| \| \| \| |
|  | |
|  | suikereekhoorns (geslacht Petaurus)                                                                                               |
|  | |
|  | buideleekhoorn (Gymnobelideus leadbeateri)                                                                                        |
|  | |
|  | gestreepte buideleekhoorns (geslacht Dactylopsila)                                                                                |
|  | |

|  | buideleekhoorn (Gymnobelideus leadbeateri)         |
|  |                                                    |
|  | gestreepte buideleekhoorns (geslacht Dactylopsila) |
|  |                                                    |

|  | \| \| buideleekhoorn (Gymnobelideus leadbeateri) \| \| \| \| \| \| gestreepte buideleekhoorns (geslacht Dactylopsila) \| \| \| \| |
|  | |
|  | suikereekhoorns (geslacht Petaurus)                                                                                               |
|  | |
|  | buideleekhoorn (Gymnobelideus leadbeateri)                                                                                        |
|  | |
|  | gestreepte buideleekhoorns (geslacht Dactylopsila)                                                                                |
|  | |

|  | buideleekhoorn (Gymnobelideus leadbeateri)         |
|  |                                                    |
|  | gestreepte buideleekhoorns (geslacht Dactylopsila) |
|  |                                                    |

|  | vliegende buidelmuis (Acrobates pygmaeus en A. frontalis) |
|  |                                                           |
|  | vederstaartbuidelmuis (Distoechurus pennatus)             |
|  |                                                           |

|  | \| \| buideleekhoorn (Gymnobelideus leadbeateri) \| \| \| \| \| \| gestreepte buideleekhoorns (geslacht Dactylopsila) \| \| \| \| |
|  | |
|  | suikereekhoorns (geslacht Petaurus)                                                                                               |
|  | |
|  | buideleekhoorn (Gymnobelideus leadbeateri)                                                                                        |
|  | |
|  | gestreepte buideleekhoorns (geslacht Dactylopsila)                                                                                |
|  | |

|  | buideleekhoorn (Gymnobelideus leadbeateri)         |
|  |                                                    |
|  | gestreepte buideleekhoorns (geslacht Dactylopsila) |
|  |                                                    |

|  | \| \| buideleekhoorn (Gymnobelideus leadbeateri) \| \| \| \| \| \| gestreepte buideleekhoorns (geslacht Dactylopsila) \| \| \| \| |
|  | |
|  | suikereekhoorns (geslacht Petaurus)                                                                                               |
|  | |
|  | buideleekhoorn (Gymnobelideus leadbeateri)                                                                                        |
|  | |
|  | gestreepte buideleekhoorns (geslacht Dactylopsila)                                                                                |
|  | |

|  | buideleekhoorn (Gymnobelideus leadbeateri)         |
|  |                                                    |
|  | gestreepte buideleekhoorns (geslacht Dactylopsila) |
|  |                                                    |

|  | \| \| buideleekhoorn (Gymnobelideus leadbeateri) \| \| \| \| \| \| gestreepte buideleekhoorns (geslacht Dactylopsila) \| \| \| \| |
|  | |
|  | suikereekhoorns (geslacht Petaurus)                                                                                               |
|  | |
|  | buideleekhoorn (Gymnobelideus leadbeateri)                                                                                        |
|  | |
|  | gestreepte buideleekhoorns (geslacht Dactylopsila)                                                                                |
|  | |

|  | buideleekhoorn (Gymnobelideus leadbeateri)         |
|  |                                                    |
|  | gestreepte buideleekhoorns (geslacht Dactylopsila) |
|  |                                                    |

|  | \| \| buideleekhoorn (Gymnobelideus leadbeateri) \| \| \| \| \| \| gestreepte buideleekhoorns (geslacht Dactylopsila) \| \| \| \| |
|  | |
|  | suikereekhoorns (geslacht Petaurus)                                                                                               |
|  | |
|  | buideleekhoorn (Gymnobelideus leadbeateri)                                                                                        |
|  | |
|  | gestreepte buideleekhoorns (geslacht Dactylopsila)                                                                                |
|  | |

|  | buideleekhoorn (Gymnobelideus leadbeateri)         |
|  |                                                    |
|  | gestreepte buideleekhoorns (geslacht Dactylopsila) |
|  |                                                    |

## Gedrag

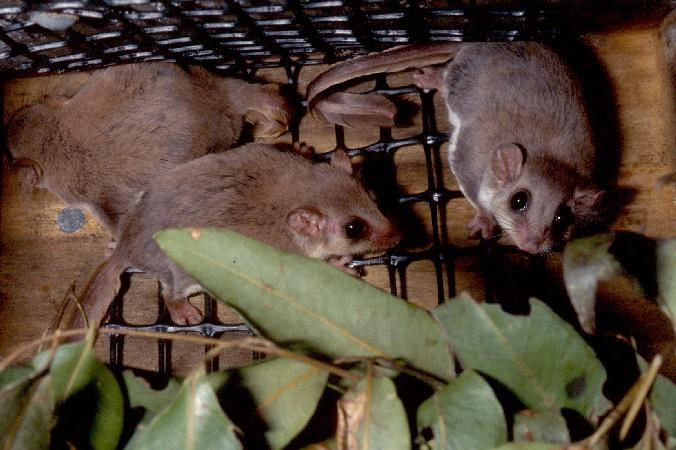
In gevangenschap in het Queensland Herbarium

De vliegende buidelmuis is een boombewoner die 's nachts actief is. Overdag verbergt dit dier zich in boomholtes of zelfgemaakte nesten. De vliegende buidelmuis leeft in groepen van maximaal twintig dieren, maar die groepen hebben geen structuur en blijven ook niet lang bij elkaar. De vliegende buidelmuis voedt zich met insecten, wormen, vruchten en nectar.
Periodes van verstijving, lage stofwisseling en lange lichaamstemperatuur (torpor) kunnen bij deze soort het hele jaar door voorkomen. Bij een omgevingstemperatuur van 12 °C duurden deze periodes doorgaans twee of drie dagen en bij 8 °C zo'n vijf tot zes dagen. Tijdens deze periodes was de gemiddelde minimale lichaamstemperatuur ongeveer 2 °C boven de omgevingstemperatuur. In zo'n periode was het gemiddelde zuurstofverbruik 0,07 ml O2/g per uur, ongeveer 1% van rustende dieren die niet in torpor zijn. Zo kan het dier heel veel energie besparen als het voedselaanbod beperkt is en wanneer actief zijn veel energie kost omdat de omgevingstemperaturen laag zijn. Tijdens de verstijvingsperiodes wordt over het algemeen geademd in pulsen en wordt daartussen tot 20 minuten lang de adem ingehouden. De snelst waargenomen opwarmingssnelheid is ongeveer 1 °C per minuut. Verstijvingsperiodes zijn gemiddeld dieper en langer als er veel meervoudig onverzadigde vetzuren gegeten zijn. Tijdens verstijvingsperiodes zijn de dieren als een bal opgerold, met de oren naar beneden gevouwen en de staart over het lichaam gewikkeld. Door dicht tegen elkaar aan te kruipen wordt het blootgestelde oppervlak van elk afzonderlijk dier kleiner zodat minder warmte wordt verloren. Als er vier dieren samen zijn liggen ze meestal in een tetraëder vorm met drie opgerolde dieren tegen elkaar aan en de vierde plat over hen heen. Bij een omgevingstemperatuur van 10 °C verminderde zuurstofverbruik van een groep van vier met zo'n 14%, en bij een groep van acht zelfs met 40%. Bij een omgevingstemperatuur van 32 °C of hoger kruipen de dieren weg van elkaar.

### Voortplanting
Volwassen vrouwtjes produceren meestal twee nesten binnen een seizoen. De maximale worpgrootte is vier, gelijk aan het aantal tepels. 10-15% van de jongen overleeft tot hun eerste voortplantingsseizoen. Soms kunnen vrouwtjes zich wel in vijf opeenvolgende jaren voortplanten. Een vrouwtje kan opnieuw bevrucht worden kort nadat het eerste nest van het seizoen is geboren. In zo'n 60% van de nesten hebben de jongen verschillende vaders. Vrouwtjes delen soms nesten en zogen dan vermoedelijk ook de jongen van andere vrouwtjes. Het is waarschijnlijk dat er spermaconcurrentie plaatsvindt vanwege de relatief grote testikels, de grotere mannetjes, het gemeenschappelijk nestelen, promiscuïteit en meervoudig vaderschap binnen nesten. De nesten worden meestal gebouwd in boomholtes en gemaakt van Eucalyptus- of Casuarina-bladeren of gerafelde bast en hebben een karakteristieke bolvorm. In de centrale hooglanden van Victoria hebben boomgaten op 25-30  m boven de grond met een kleine opening de voorkeur.

## Ecologie

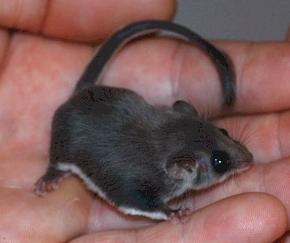

De vliegende buidelmuis wordt gevonden in natte, vochtige en droge bossen, open of dicht, van de kust tot in de bergen, en kan ook aangetroffen worden in overblijfselen van bosvegetatie in landbouwgebied en langs bermen. De soort mijdt plantages van exotische dennen (Montereyden) maar zal gebruik maken van secundair bos indien daar nestkasten in geplaatst zijn. De soort heeft het liefst ouder bos met bomen met een omtrek van minstens 40 cm, omdat daarin vermoedelijk meer voedsel te vinden is. Het dier valt soms ten prooi aan de ruitpython (Morelia spilota), Stephen's gestreepte slang (Hoplocephalus stephensii), Tasmaanse raaf (Corvus tasmanicus), grijze lijsterdikkop (Colluricincla harmonica), Australische boeboekuil (Ninox boobook), kerkuil (Tyto alba), zwarte kerkuil (Tyto tenebricosa), de huiskat (Felis catus), gedomesticeerde hond, vos (Vulpes vulpes), grote buidelmarter (Dasyurus maculatus), suikereekhoorn (Petaurus breviceps), mogelijk de Australische kerkuil (Tyto novaehollandiae), Antechinus agilis - een buidelmuis -, Australische spookvleermuis (Macroderma gigas), en de bonte varaan (Varanus varius).
De vliegende buidelmuis neemt soms de verlaten nesten over van de oostelijke koeskoes (Pseudocheirus peregrinus). In gebieden waar de soort samen voorkomt met de kleine buideleikelmuis (Cercartetus nanus), kunnen deze soorten zeer vergelijkbare diëten hebben. Ze kunnen waarschijnlijk samenleven omdat de dichtheden van beide soorten dan laag is en beide veel verschillende soorten voedsel eten. Net als de kleine buideleikelmuis id de vliegende buidelmuis een belangrijke bestuiver van veel plantensoorten in het bos.

### Voedsel
De vliegende buidelmuis is omnivoor en eet ongewervelde dieren zoals cicadelarves en termieten, nectar en stuifmeel van een verscheidenheid aan inheemse plantensoorten, met name Angophora, Banksia, Corymbia en Eucalyptus, een heldere, koolhydraatrijke stof die wordt aangetroffen op de bladeren van eucalyptus (in Australië manna genoemd), honingdauw, het sap van bomen en zaden. Voedsel wordt vooral gezocht tussen losse schors, bloesems, takken en gebladerte. Gedurende het jaar verschuift de habitatvoorkeur en dit is hoogstwaarschijnlijk gerelateerd aan de beschikbaarheid van voedsel en het wisselen tussen voedseltypes om aan de eiwitbehoeften te voldoen. In gevangenschap wordt A. pygmaeus gevoerd met fruit, honing, graan, ingedikte melk, motten en verse nectarbloemen. Bladeren worden niet gegeten.

## Verspreiding, populatieomvang en bescherming
De vliegende buidelmuis komt voor langs de Australische oostkust van zeeniveau tot boven 1.200 m, van de regenwouden van het Kaap York-schiereiland in Queensland in het noorden via de eucalyptusbossen van New South Wales en Victoria tot het zuidoosten van Zuid-Australië. Mogelijk leeft de vliegende buidelmuis ook op Nieuw-Guinea, maar daadwerkelijke bewijzen voor het voorkomen van de soort op het eiland ontbreken alsnog. De Nieuw-Guinese vliegende buidelmuis is beschreven als een aparte soort, Acrobates pulchellus W. Rothschild, 1892, maar het holotype van die soort was waarschijnlijk een uit Australië ingevoerde, als huisdier gehouden Australische vliegende buidelmuis. Het bestaan van een aantal andere, slecht gedocumenteerde oude exemplaren van Acrobates in het Museum Zoologi Bogor ondersteunt het bestaan van een Nieuw-Guinese populatie echter.
Er wordt geschat dat de populatiedichtheid kan verschillen van bijna twee tot wellicht zelfs honderd exemplaren per hectare, en soms worden grote groepen bij elkaar gezien in bloeiende bomen.
De vliegende buidelmuis is voor het laatst beoordeeld op de IUCN Rode Lijst van Bedreigde Soorten in 2015 en wordt vermeld als niet-bedreigd.

## Van munten tot medailles
De vliegende buidelmuis was vanaf 1966 afgebeeld op het Australische 1 cent-muntstuk, totdat deze munt in 1991 uit de circulatie werd gehaald. De 1 cent-muntstukken zouden later samen met de 2 cent-muntstukken, waarop de kraaghagedis was afgebeeld, worden omgesmolten tot bronzen medailles voor de Olympische Zomerspelen 2000 in Sydney.